# Володер (Босанска Крупа)
Володер је насељено мјесто у Босни и Херцеговини у Општини Босанска Крупа које административно припада Федерацији Босне и Херцеговине. Према попису становништва из 1991. у насељу је живјело 1.060 становника.

## Становништво
| Националност       | 1991.          | 1981.          | 1971.        |
| Муслимани          | 1.039 (98,01%) | 1.274 (95,50%) | 847 (96,03%) |
| Срби               | 6 (0,56%)      | 15 (1,12%)     | 23 (2,60%)   |
| Хрвати             | 4 (0,37%)      | 6 (0,44%)      | 3 (0,34%)    |
| Југословени        | 0              | 33 (2,47%)     | 2 (0,22%)    |
| остали и непознато | 11 (1,03%)     | 6 (0,44%)      | 7 (0,79%)    |
| Укупно             | 1.060          | 1.334          | 882          |